# Stewart Parvin
Stewart Parvin (* 1967) ist ein britischer Modedesigner und Hoflieferant Königin Elisabeths II. Er war nach seinen Vorgängern Sir Edwin Hardy Amies († 2003) und Norman Hartnell der dritte bevorzugte Designer der verstorbenen Königin.
Parvin wuchs in Ascot/Berkshire auf.
Er absolvierte am Edinburgh College of Art und eröffnete 1995 sein erstes eigenes Geschäft. Nachdem er bereits seit dem Jahr 2000 für die Königin arbeitete, unter Vermittlung der Garderobiere (Dresser) Elisabeths II., Andrea Kelly, wurde ihm 2007 das Royal Warrant, also die offizielle Ernennung zum Hoflieferanten erteilt. Er entwarf und fertigte ein Kleid der Königin für die Feierlichkeiten zum Golden Jubilee 2002 in nur 10 Tagen, weil erst spät bemerkt wurde, dass eines in der Abfolge noch fehlte. Auch die Garderoben für das Diamond Jubilee 2012 stammen teilweise von ihm.
Neben den Kleidern für Elisabeth II. arbeitet er auch für andere Mitglieder der königlichen Familie, so etwa für Princess Anne und deren Tochter Zara Phillips. Ein einfaches Kleid (Day dress) von ihm kostet ab 3.000 Pfund aufwärts bis zu mehreren zehntausend Pfund eines der Brautkleider, die er ebenfalls entwirft.
Parvin äußert sich gelegentlich in Interviews über Angewohnheiten der Königin, so etwa, dass sie ihre neuen Schuhe von Hofbediensteten eintragen ließ, bevor sie sie selbst trug.
Parvin lebt mit seinem Lebensgefährten Ben Webster in Central London.